# 伊藤詩織
伊藤 詩織（いとう しおり、1989年5月17日 - ）は、日本のフリージャーナリスト、映像作家。ジェンダー平等と人権問題を中心に活動。BBC、アルジャジーラ、エコノミストなど、主に日本国外のメディアで映像ニュースやドキュメンタリーを発信している。
映像ニュースやドキュメンタリーを制作する「HANASHI FILMS」をロンドンで共同設立し、監督作品『Lonely Death』、撮影を担当した『Racing in Cocaine Valley』がそれぞれ2018年ニューヨーク・フェスティバルで銀賞を受賞した。
性被害の体験を実名で公表し（後述）、日本における＃MeToo運動の先駆けとなった。自身のレイプ体験と日本の性暴力をテーマにしたノンフィクション『Black Box』（2017年）は、2018年に第7回自由報道協会賞の大賞を受賞し、9ヶ国語/地域で翻訳出版された。2020年に米TIME誌の「世界で最も影響力のある100人」に選出され、「性被害を勇敢にも告発することで日本人女性に変化をもたらした」と評価された。2024年、自身への性被害を調査する姿を自ら記録したドキュメンタリー映画『ブラック・ボックス・ダイアリーズ』（Black Box Diaries）は、「サンダンス映画祭」の国際長編ドキュメンタリーコンペティション部門に選ばれ、2025年の第97回アカデミー賞では、日本人監督で初となる長編ドキュメンタリー映画賞にノミネートされた。また、後述されている本作の製作過程に関する批判も存在している。

## 略歴

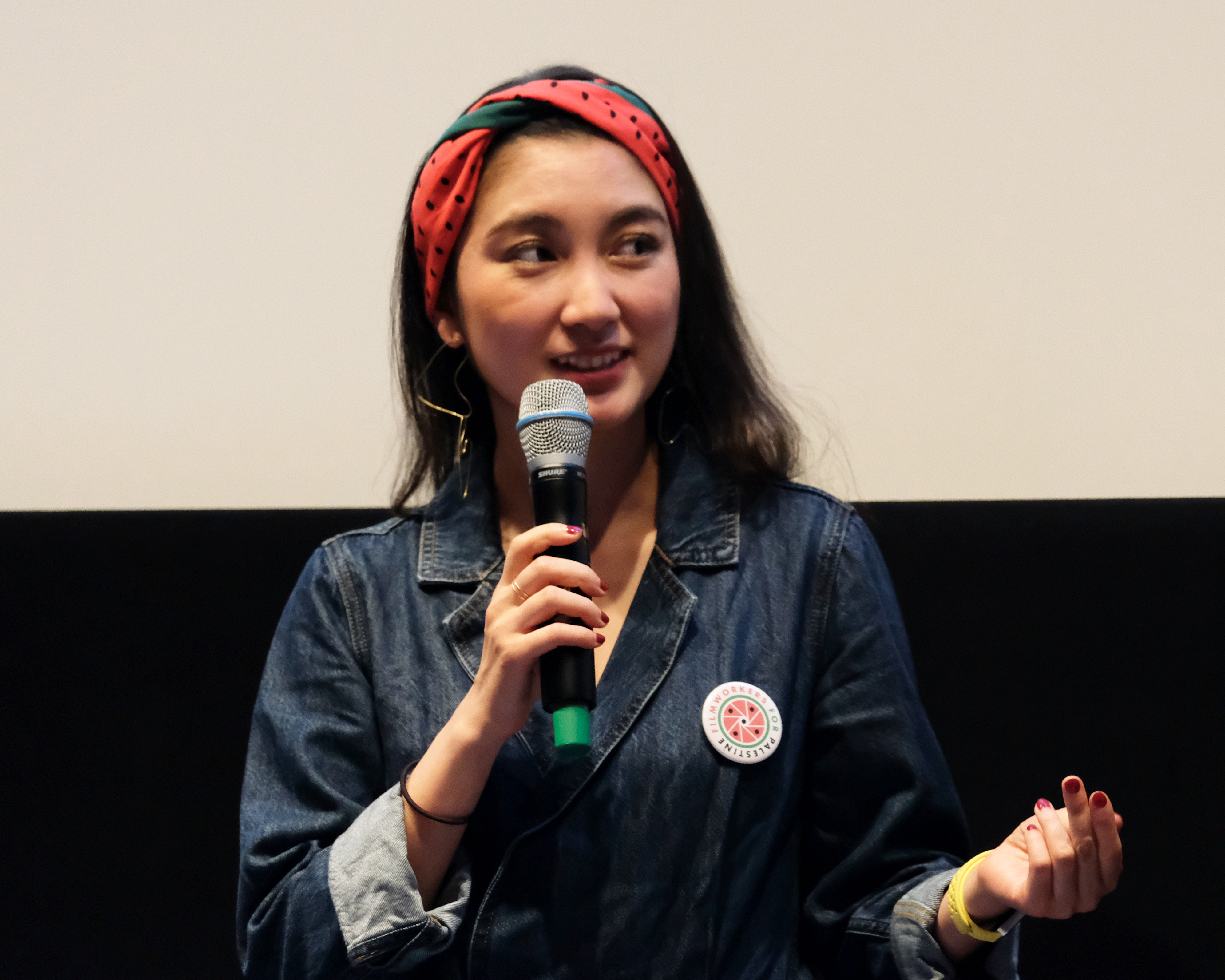
2024年7月、ミュンヘンにて

1989年、神奈川県に3人兄弟の長女として生まれる。父は建築業、母は専業主婦。9歳でモデルの仕事を始める。高校時代、アメリカのカンザス州の田舎町にホームステイした。高校卒業後、まずは日本の県立短期大学に通うことにした。学費を抑えながらドイツやスペインの大学を転々とし、2012年、ニューヨークの大学に転入学し、ジャーナリズムと写真を学んだ。2013年、イタリアへ留学。
2014年夏、ニューヨークに戻り、日本テレビ支局でインターンシップを開始。2015年、帰国し、ロイター日本支社でインターンとして、日本社会に関するコラムを執筆。
2017年に記者会見で性被害を公表した。有名な加害者を起訴するため、自らの性的暴行についての調査を記録した著書『Black Box』（2017年）は、性交に同意がないだけでは処罰されない日本の刑法の問題点も訴えた。2018年3月16日、国連本部で記者会見し、「＃MeToo（私も被害者）」運動は、日本では社会の反発を恐れる被害女性が経験を共有することを尻込みするため大きな運動に発展していないとして、「＃WeToo（私たちも行動する）」運動を提唱し、「声を上げた人を支えよう」と訴えた。2019年9月11日、フラワーデモに参加して、初めてスピーチを行った。2019年11月18日、欧州評議会の世界民主化フォーラムで女性に対する暴力の問題について講演した。伊藤の訴えは、何人もの日本人女性が名乗り出るきっかけとなり、日本における＃MeToo運動の象徴となった。
2018年6月から、ロンドンを拠点に活動する。2018年に、スウェーデン出身のジャーナリスト、ハンナ・アクヴィリンと共にドキュメンタリー制作チーム「Hanashi Films」を設立。現在は、フリーランスのジャーナリスト、映画監督としてアルジャジーラやBBC、エコノミストなど主に海外メディアで活動する。ディレクターを務めて自宅で孤独死する日本の人々を描いた映画『Lonely Deaths』（チャンネルニュースアジア制作）が「2018年度ニューヨーク・フェスティヴァル」でドキュメンタリー部門銀賞を、撮影を担当して改造オートバイレースに熱中するペルー軍兵士を取材したコカとペルー人のドキュメント『Witness - Racing in Cocaine Valley』（アルジャジーラ英語版、放送日：2017年2月5日、監督：Lali Houghton、Nick Ahlmark）がスポーツ&レクリエーション部門銀賞を、それぞれ受賞した。
2020年9月23日、ジェンダー平等と人権問題へのコミットメントが評価され、タイム誌の「世界で最も影響力のある100人」に選出された。TIME誌に掲載された紹介文は東京大学名誉教授の上野千鶴子が執筆し、「彼女は性被害を勇敢にも告発することで、日本人女性たちに変化をもたらした」「彼女は日本の女性たちにも＃MeToo運動に加わることを後押しし、性暴力に抗議するフラワーデモの火付け役となった」「刑法改正を求める活動にもつながった」と評価した。

## 山口敬之による性的暴行事件

### 事件当日
2015年、伊藤はトムソン・ロイターでインターンとして働きながら、就職先を探していた。4月3日、伊藤は就職相談のためにピアノバーのアルバイト中に出会った当時TBSの政治部記者でワシントン支局長だった山口敬之と都内で食事し、数杯飲んだ後に意識を失った。4月4日早朝、伊藤はホテルのベッドで痛みで目を覚ますと、山口からレイプされていたと訴えた。
山口はレイプを否定し、前夜は二人とも酔っていたが、合意の上で性交したと述べた。2015年3月26日、山口は『週刊文春』（2015年4月2日号）に韓国軍慰安婦の存在について記事を発表し、伊藤と会食した2015年4月3日は、文春の件でTBSと話し合うために一時帰国中だった。

### 刑事手続き
伊藤は、医療関係者や警察に性暴力への理解がほとんどないこと、サバイバーへの適切なサポートが不足しているという問題に直面した。事件当日、家から一番近い産婦人科に行ったが、緊急避妊薬の処方しか頼めなかった。性暴力被害を相談するために、24時間のホットラインに電話し、「レイプキット」と呼ばれる証拠保全のための道具一式を備えている病院の紹介を頼んだが、面接するまで情報提供はできないと言われた。事件翌日、友人に事件を相談し、デートレイプドラッグを飲まされた可能性を伝えたが、友人も知識がなく、直ぐに体から出てしまうだろうと言われた。

#### 被害届
4月9日、事件の5日後に警察に行ったが、山口がTBSの支局長だと判明すると被害届を出すことを勧められず、捜査員からは「経歴に傷がつく」「よくあることだから諦めるように」と言われた。警視庁に被害届が受理されるまでには時間がかかった。日本の検察は、性犯罪のように立証が難しい事件は起訴に消極的で、警察は被害届を受けることに消極的だった。4月30日、警視庁が準強姦罪（現在は不同意性交等罪）で被害届を受理した。受理されたのは、伊藤が捜査を頼んだホテルの監視カメラの映像や「ぐったりした伊藤がホテルに運び込まれていった」といった証言が得られたからだった。始まった捜査では、多くの捜査関係者に何度も同じ話を繰り返さなければならず、警官が写真を撮っている前で等身大のダミー人形相手に事件を再現させられたりした。

#### 逮捕の中止
2015年6月初め、担当した警察署は準強姦（意識がないなどで抵抗できない被害者を強姦する罪、現在は不同意性交等罪）容疑で山口の逮捕状を取った。逮捕予定日は6月8日、場所は成田空港だったが、直前で取りやめとなった。逮捕中止の指示は、当時警視庁捜査一課長代理（当時）の中村格が出した。山口は安倍晋三首相の伝記作家であり、「安倍に最も近い記者」とされていた。中村は、官房長官秘書官として菅義偉に仕えたことがあり、「政権との距離が近い」との声もあった。そのため、政権への警察の忖度などが疑われた。後の2021年に中村が警察庁長官に就任した際は、ネット上などで疑問視する声も出た。中村は、警察庁長官の就任会見で伊藤の事件について記者から問われ、「法と証拠に基づき組織として捜査を尽くした」と回答した。

#### 不起訴処分
逮捕の取りやめ後、高輪署の捜査員は担当を外れた。事件は警視庁捜査一課が引き継ぎ、そこでは示談するように言われた。東京地検に書類が送致され、約11カ月後の2016年7月22日、同地検は嫌疑不十分として刑事訴訟を不起訴処分とした。2017年5月、伊藤は刑事訴訟での不起訴について検察審査会に不服を申し立てたが、2017年9月に「不起訴を覆すだけの理由がない」として退けられ、再度不起訴になった。検察審査会でどのような議論が行われ不起訴になったのかは、明らかにされなかった。

### 民事裁判
刑事から民事裁判に切り替え、刑事裁判の過程で集めた証言や証拠を公開してプロセスを可視化することにした。2017年9月28日、伊藤は、意識を失った状態で山口氏に性行為を強要され、重大な肉体的、精神的苦痛を被ったとして、1100万円の損害賠償を求める民事訴訟を起こした。そして2017年10月18日に手記「Black  Box」を出版し、24日に日本外国特派員協会で会見した。伊藤は著書で「私が声を上げたのは、彼（山口）と闘うためではなく、沈黙したら、同じような被害者がまた出てしまう。性暴力をオープンに話せる社会にし、司法や捜査システムを改善したいため」と語った。そして、日本の時代遅れの司法制度と社会制度を変える必要があると訴えた。伊藤は、「すべての被害者が日本全国で24時間ホットラインとワンストップセンターにアクセスできることを保証し、専門的な基準と手続きに基づく法医学的証拠の迅速かつ思いやりのある収集を保証すべきである」「性暴力に対処するための特別な訓練を受けた女性警察官を利用できるようにする必要がある」「性感染症のスクリーニングと治療、HIV予防薬、妊娠検査、中絶サービスなどの被害者支援サービスを引き続き改善すべきである。被害者はまた、法的支援や、カウンセリングやピアサポートへの長期的なアクセスも必要としている」ことなどを訴えた。
記者会見後、「シャツのボタンを上まで留めていない」など被害者らしくないと言われ、伊藤には否定的な反発やヘイトメール、脅迫が寄せられるようになった。そのため、ロンドンで生活せざるを得なくなった。
2017年11月21日、国会議員による超党派議連｢準強姦事件 逮捕状執行停止問題を検証する会」が立ち上がり、伊藤のレイプ被害に対する捜査や検察審査会のあり方、性被害者支援の改善について議論が行われた。特別国会でも議連メンバーを中心に質疑が行われ、空港で逮捕する直前に、菅官房長官の元秘書官、中村格刑事部長（当時）が自分の決裁で逮捕を取り下げたことが確認された。12月6日、議連の会合に伊藤が出席し、性被害を訴えた場合の捜査や支援のあり方を見直すよう訴えた。
山口は「法に触れることは一切していない」としてレイプを否認した。2017年10月26日、山口は『月刊Hanada』2017年12月号で手記「私を訴えた伊藤詩織さんへ」を発表し、「伊藤は泥酔しており、意識を失ったのではなく『アルコール性健忘』」で、「（伊藤の）勘違いと思い込みが行政と司法に粛々と退けられただけ」などと記し、伊藤の主張を全面的に否定した。2019年2月、山口は「伊藤に記者会見や著書で名誉を傷つけられた」と主張して慰謝料1億3000万円と謝罪広告の掲載を求めて反訴した。

#### 一審
2019年12月18日、民事訴訟の一審・東京地裁（鈴木昭洋裁判長）は、「性行為には同意はなかった」ことを認定し、山口に対して330万円の損害賠償の支払いを命じる判決を下した。判決は、伊藤が当時、強度の深酔い状態にあり、自らの意思でホテルには行っていないとした。さらに、その日のうちに産婦人科を受診し、数日後には友人や警察に相談していることを挙げ、合意のない性行為だったと認めた。また、「意識を回復して性行為を拒絶したあとも体を押さえつけて性行為を継続しようとした事実を認めることができる」とした。性行為に同意していたと主張する山口の供述については「重要な部分において不合理な変遷が見られる」「客観的な事情と整合しない点も複数あり信用性に疑念が残る」などと認定した。山口が名誉毀損で1億3000万円の損害賠償を求めた反訴についても、「伊藤が性犯罪の被害者をめぐる状況を改善しようと被害を公表した行為には、公共性や公益目的があり、内容は真実だと認められる」として棄却した。
12月19日、判決後の山口の記者会見には、北口雅章弁護士と文芸評論家の小川榮太郎らが同席し、司会は『月刊Hanada』の花田紀凱編集長が務めた。山口は「私は法に触れる行為を一切していない」「伊藤は性被害者ではない」「（私に会いに来た）本当に性被害にあった方は、記者会見の場で笑ったり、上を向いたり、テレビに出演して、あのような表情をすることは絶対にない、と証言してくださった」などと話した。小川らを記者会見に同席させた理由については、「たくさんの政治家やメディアが彼女（伊藤）の側について、たくさんの報道を世界中でしている」「（小川は）伊藤さんは嘘をついている、矛盾があると『月刊Hanada』に寄稿してくださった」と話した。記者からは、「就活セクハラ」が問題になっていることに触れ、同意の有無に関わらず、就職活動のために会っていた伊藤と性行為を行ったことに道義的な責任をどう考えるのかという質問もあった。2019年12月20日、山口は虚偽告訴等罪と名誉毀損罪の容疑で伊藤を刑事告訴したが、2020年12月25日に不起訴となった。2020年1月6日、山口は一審・東京地裁の判決を不服として東京高等裁判所へ控訴した。

#### 二審、最高裁
2022年1月25日、二審・東京高裁（中山孝雄裁判長）は「山口が同意なく性行為に及んだ」と認め、賠償金330万に治療関係費の約2万円を加えた約332万円の支払いを山口に命じた。一方、伊藤が著書などで「（山口が）デートレイプドラッグを使った」とした点は真実と認められず、伊藤に55万円の賠償を命じた。山口、伊藤の双方がこの判決を不服として最高裁に上告した。2022年7月7日、最高裁判所（山口厚裁判長）は双方の上告を棄却し、高裁判決が確定した。

### 報道
2017年10月、外国人特派員協会の記者会見で、伊藤は日本の報道に対し、「国や司法の場で間違った判断が行われた可能性があるとき、それをマスメディアがどのように検証することができるのか。不起訴だから報道できないではなく、本当に正しい判断がなされたのか、どのような方法を取れば問題点を報じることができるのか」と話した。伊藤は、逮捕の取りやめを知ってから2年間以上、最後の手段として様々なメディアに訴えたが、新聞各紙は逮捕見送りの問題点をほとんど報じず、『週刊新潮』だけが取り上げた。この『週刊新潮 2017年5月18日号』「被害女性が告発！警視庁刑事部長が握りつぶした『安倍総理』ベッタリ記者の『準強姦逮捕状』及び山口敬之元TBS記者に関する一連の報道」は、2018年の編集者が選ぶ雑誌ジャーナリズム賞スクープ賞を受賞した。
2017年12月末、ニューヨーク・タイムズは「She Broke Japan's Silence on the rape（彼女は沈黙を破った）」と題した記事を出し、この記事以降、「サイレンスブレーカー（沈黙を破った人）」とも呼ばれるようになった。
2018年6月末には、BBCにて「Japan's Secret Shame（日本の秘められた恥）」という1時間に及ぶ取材番組を放送した。

### 映画の製作過程に関する批判
映画『ブラック・ボックス・ダイアリーズ』（Black Box Diaries）製作に当たり、伊藤の性被害訴訟で代理人をつとめた西廣陽子弁護士らが、裁判のみに使用すると誓約の上で提供された映像や録音された自身を含む打ち合わせの会話・刑事との会話の映像が、承諾無く使用されている状態で、この無断使用状態を是正するよう求めており、取材源秘匿や事実上の公益通報者を守っておらず、人権侵害にあたる映像が公開され続けることには問題があると内容の変更を求める記者会見を開いている。
伊藤は「他の性被害者の方々から許可を得ずに映像を使用した」という誤解を与える一部の記述に反論し、それを受けた東京新聞は2025年2月7日、記事の見出しや本文を訂正。伊藤が他の性被害者の方々に関する映像使用の許諾を得ていたことを認め、「誤解を招く表現だったことをお詫びします」と謝罪している。加えて、伊藤自身も声明の中で承諾が抜け落ちてしまった人に対して謝罪をしている。

## Twitterなどでの誹謗中傷被害
Twitter上で伊藤を誹謗中傷する者も多く、伊藤は自身を誹謗中傷するウェブ上の投稿に対し、複数の裁判を起こして勝訴した。伊藤は誹謗中傷の判決後の会見で、「（判決は）同じように中傷した人に向けたもの」「声をあげることに対して誹謗中傷があると、自分や愛する人がそういう問題に直面したとき、自分の言葉を沈黙させ、愛する人も助けられない社会になる」と語った。
2018年6月、英BBCで伊藤のドキュメンタリー『Japan's Secret Shame（日本の秘められた恥）』が放送された。番組は、伊藤に行われた誹謗中傷にクローズアップし、会見後にネットを中心に巻起こったセカンドレイプ的なバッシングや、『月刊Hanada』の花田紀凱編集長によるネット番組での花田と山口の会話、はすみとしこのイラスト、杉田水脈へのインタビューなども報じた。BBCの取材に杉田は、「（男性の前で飲んで記憶を失うというのは）女として落ち度がある」「伊藤が嘘の主張をしたがために、山口や山口の家族には、誹謗中傷のメールや電話が殺到した」などと伊藤を批判した。
2019年12月19日、伊藤は、民事の一審判決後の会見で、今後は自身に向けられた「セカンドレイプ」の誹謗中傷について、法的措置を検討していることを明らかにし、「私に対するコメントを見て、他のサバイバーの方を沈黙させてしまう」と理由を説明した。2020年、対象者を絞り込むために、評論家の荻上チキらの研究チームが、伊藤に関するネット上の70万件の書き込みを分析し、デマやバッシングの傾向を調査した。調査は、伊藤が実名で事件を公表した2017年に遡って投稿内容や接続記録（アクセスログ）などを記録し、内容や投稿回数、フォロワー数の多さなどを根拠に法的措置の対象となり得る投稿者を特定した。ツイッターでは、計15.1%のツイートが「セカンドレイプ（性暴力被害者に対し「被害者にも責任はある｣と糾弾したり、誹謗中傷やデマで再度傷つけること）」に相当し、そのうち「ハニートラップ」や「枕営業」など名誉毀損にあたりうる違法性の高い投稿は4.5％だった。多くの誹謗中傷やデマの内容は似通っており、「『オピニオンリーダー』を通じて伝播」していることが指摘された。
2022年にも研究チームが調査を行ったが、伊藤に関する中傷投稿は減少していた。調査は、「伊藤が誹謗中傷訴訟で勝訴判決を積み上げる中で、社会の空気を変えていった」「投稿が不法行為と認定されたことで、「『ここまで言ったらアウト』というルールが広く再確認され、『攻撃抑制規範』が高まったのではないか」と分析した。

### はすみとしこに対する名誉毀損訴訟
2020年6月8日、2017年5月から2019年12月にかけて漫画家・はすみとしこが発信したTwitterの侮蔑的な言葉やイラストで名誉を傷つけられたとして、はすみとリツイートした2人の男性に計770万円の損害賠償と当該ツイートの削除などを請求する訴訟を行った。はすみのツイートには、伊藤に酷似したイラストなどと伴に「枕営業大失敗」「精神障害からくる虚言」「金銭目当ての虚偽」などの言葉が含まれていた。はすみは、ツイートのイラストは「フィクション」「伊藤とは無関係」と主張し、判決後も公開を続けることを表明した。
2021年11月30日、東京地裁は、はすみの投稿は「伊藤が性被害にあったという『虚偽の事実を述べる人物であるなどの印象を一般の読者に与える』もの」であり、「社会通念上許容される限度を超える侮辱行為」と判断し、はすみに88万円、リツイートした2名にそれぞれ11万円の賠償を命じた。はすみ側は控訴したが、2022年11月10日、高裁判決は1審より賠償額を増額し、はすみに110万円、リツイートした1名（もう一方の男性は控訴せず）に22万円の賠償を命じた。

### 杉田水脈に対する名誉毀損訴訟
2020年8月20日、伊藤は自民党の杉田水脈衆議院議員を提訴した。伊藤は、2018年6月から7月にかけて伊藤を中傷する多数のツイートに対し、賛同を意味する「いいね」を押したことにより名誉感情を傷つけられたとして220万円の損害賠償を求めた。この訴訟では、杉田がやりとりした伊藤を中傷する25件のツイートが記載されており、その内容は「枕営業の失敗」「ハニートラップを仕掛けた」「売名行為」「被害妄想」「カネをつかまされた工作員」「相手をレイプ魔呼ばわりした卑怯者」などであった。
2022年3月25日、この訴訟は当初、東京地裁（武藤貴明裁判長）によって棄却された。同地裁は「『いいね』は抽象的、多義的な表現行為で、執拗に繰り返すなどの特段の事情がなければ違法ではない」との見解を示した。
2022年10月20日、東京高裁（石井浩裁判長）は下級審判決を破棄し、杉田に55万円の損害賠償を命じた。同高裁は、「いいね」の回数や杉田の過去の伊藤に対する言動から、名誉感情を侵害する意図をもって「いいね」をしたと認められる、また、杉田は11万人のフォロワーを持つ国会議員であり、影響は大きいと判断した。2024年2月8日、最高裁判所（安浪亮介裁判長）が杉田側の上告を退け、55万円の支払いを命じた二審判決が確定した。
杉田は、2018年6月放送のBBCのドキュメンタリー『Japan's Secret Shame（日本の秘められた恥）』で、「女としても落ち度がある」と語っていた。2018年2月には、ネット番組『日本の病巣を斬る！』（「文化人放送局」の配信）で、はすみとしこや自民党・長尾敬衆院議員らと共演し、「私はああいう人（伊藤）がいるおかげで、本当にひどいレイプ被害に遭っている人たちのことが、おろそかになってしまうんじゃないかっていうようなことをね、（BBCに）言いました」などと語っていた。

### 大澤昇平に対する名誉毀損訴訟
2020年8月20日、当時東京大学大学院特任准教授だった大澤昇平に対して、名誉毀損にあたるツイートをしたとして110万円の損害賠償を求める訴状を東京地方裁判所に提出した。2020年6月、大澤は、伊藤について「男にとって敵でしかないわ」「伊藤詩織って偽名じゃねーか！」などと相次いでツイートした。2021年7月6日、東京地方裁判所は「違法な名誉毀損行為に当たる」と指摘し、33万円の支払いを命じるとともに、「原告の名誉権を侵害し続けている」として、ツイートの削除を命じた。判決後、大澤は自身のツイッターで「勝ったので控訴はしません」と投稿し、2021年11月30日時点で賠償金を支払っていない。

### 望月衣塑子に対する名誉毀損訴訟
2025年2月1日、東京新聞の望月衣塑子記者を相手に、執筆記事において名誉棄損を受けたとして330万円の損害賠償を求める訴訟を東京地裁に提訴した。本件は東京新聞ではなく執筆記者当人対する訴訟である。伊藤からの突然の提訴は望月にとってまさに「寝耳に水」であったとし、困惑の心情をラジオ番組で吐露している
。
同年3月18日、伊藤側の弁護団は提訴を取り下げたと発表した。だがこれを受け、望月は伊藤が、
1. 修正を約束した後も修正未了の作品の海外での上映を続けていること。
2. 約束した記者会見を開いていない

ことを問題視した。

## 受賞歴など
- 2018年、著書『Black Box ブラックボックス』が、本屋大賞 第1回ノンフィクション本大賞にノミネート[178][179]。第7回自由報道協会賞では大賞を受賞[14]。選考理由として、「世界的な流れとなった＃Me Too運動の日本での先駆けとなった。被害体験や犯罪告発ではなく、性犯罪を取り巻く司法の問題などをジャーナリズムの手法で掘り下げ、提言している点で社会的広がりと意味のある作品に仕上がっている」と評された[14]。
- 2018年、初監督したドキュメンタリー映画『孤独な死』が、ニューヨーク・フェスティバルのドキュメンタリー部門で銀賞を受賞[9][180]。撮影を担当した『Racing in Cocaine Valley』がニューヨーク・フェスティバルのスポーツドキュメンタリー部門で銀賞を受賞[5]。
- 2019年、Yahoo! JAPAN「ドキュメンタリー年間最優秀賞」を受賞[181][179]
- 2019年、ニューズウィーク日本版「世界が尊敬する日本人100」に選出[182]
- 2020年、米TIME誌「世界で最も影響力のある100人」に選出[17]
- 2020年、監督したドキュメンタリー映画『I Killed My Flowers』が、東京ドックス「ショート・ドキュメンタリー・ショーケース 優秀作品賞」を受賞[183]
- 2022年9月6日、ワン・ヤング・ワールド「ジャーナリスト・オブ・ザ・イヤー2022」に選出[98]
- 2024年1月20日、監督した初の長編ドキュメンタリー映画『ブラック・ボックス・ダイアリーズ』（Black Box Diaries）が、第41回サンダンス映画祭（国際長編ドキュメンタリーコンペティション部門）に1万7435本中の12本に選ばれ[184][25]、ワールドプレミア上映された[19][16][185]。日本製作作品の出品は史上2本目[20][16][186]。また、同作は2025年の第97回アカデミー賞で長編ドキュメンタリー映画賞、並びに第76回英国アカデミー賞のドキュメンタリー賞にノミネートされた[187]。

## 著書

### 単著
- 『Black Box』（文藝春秋、2017年10月18日）[188]。2015年の事件とその後の経験についての記録。タイトルは、担当の捜査官たちが密室でのレイプを「ブラックボックス」と呼び、「真実を知っているのは当人たちだけ。他人にはわからない」と話したことや[62]、逮捕状の差し止め、社会の受け入れ態勢などあらゆるところに「ブラックボックス」があったことからきている[75][189]。執筆にあたり、スウェーデンをはじめ、海外の性被害サポート体制についても取材し、日本の社会システムを変える必要があることを訴えた[190][99][104]。韓国語、中国語、フランス語、スウェーデン語、英語[191]、イタリア語[192][193]、スロバキア語[194]など9ヶ国語/地域で翻訳された[4][37]。
  - 【韓国語版】 김수현 訳『블랙박스』MIMESIS（미메시스）、2018年5月25日。ISBN 9791155351253。
  - 【台湾、繁体中文版】 高秋雅 訳『黑箱：性暴力受害者的真實告白』高寶國際、2019年3月6日。ISBN 9789863616528。
  - 【中國大陸、簡体中文版】 匡匡 訳『黑箱：日本之耻』中信出版集团、2019年。ISBN 9787521702224。[195][142]
  - 【フランス語版】 Jean-Christophe Helary、Aline Koza 訳『La boîte noire』フィリップ・ピキエ、2019年4月4日。ISBN 9782809714180。[196]
  - 【スウェーデン語版】 Vibeke Emond 訳『Black Box』Systerkonspirationen、2019年9月23日。ISBN 9789198524611。[197]
  - 【英語版】 Allison Markin Powell 訳『Black Box』Feminist Press、2021年7月13日。ISBN 978-1952177972。[198]
- 『裸で泳ぐ』（岩波書店、2022年10月27日）[199]。2017年の事件公表後の日々を綴ったエッセイ[25][200]。2023年に中国語で翻訳・出版された。
  - 【中國大陸、簡体中文版】 匡轶歌 訳『裸泳』中信出版集团、2023年。[201]

### 共著、寄稿、対談
- 『世界 2018年1月号』（「特集2：性暴力と日本社会　インタビュー『話せる社会』に変えられる」）岩波書店、2017年12月
- 『しゃべり尽くそう！私たちの新フェミニズム』望月衣塑子,三浦まり,平井美津子,猿田佐世:共著、梨の木舎、2018年9月10日[202]
- 『現代思想 2018年7月号』（「特集：性暴力＝セクハラ フェミニズムとMeToo」） 青土社、2018年
- 『COURRiER Japon』2019年1月号（特集：伊藤詩織責任編集『性暴力はなぜ起こる』）講談社、2018年12月
- 『ニュースは「真実」なのか』（担当範囲「#Mee Tooとジャーナリズム」）瀬川至朗:編著、早稲田大学出版部、2019年12月
- 『性暴力救援マニュアル : 医療にできること』（担当範囲「医療者に伝えたいこと」）種部恭子:編著、新興医学出版社、2020年10月
- 『エトセトラ VOL.4』（「特集：女性運動とバックラッシュ　【対談】伊藤詩織✕石川優実」）石川優実:責任編集、エトセトラブックス、2020年11月
- 『ビッグイシュー日本版399号』（「スペシャルインタビュー・表紙　伊藤詩織」）、2021年1月15日[203]
- 『わたしは黙らない : 性暴力をなくす30の視点』（担当範囲「2017年の＃Metoo」）合同出版編集部:編、合同出版、2021年10月

## 映像
- 『Japan's War Game』（2016年、Al Jazeera）、『The Earth Circle』（2017年、Economist）[204]
- 『Lonely Death』（2017年、CNA）初監督作品[205]。孤独死現場の清掃人たちを追い、日本の孤独死の人たちがどんな生活をしていたのかを伝えた[206]。2018年ニューヨーク・フェスティバルのドキュメンタリー部門で銀賞を受賞
- 『Racing in Cocaine Valley』（Al Jazeera）撮影[5][207]。2018年ニューヨーク・フェスティバルのスポーツドキュメンタリー部門で銀賞を受賞
- 『North Korean Ghost Ships』（CNA）[208]
- 『Buying the Boyfriend Experience in Japan』（2018年、VICE）[204][209]
- 『I Killed My Flowers』（Yahoo）[210]。東京ドックス「ショート・ドキュメンタリー・ショーケース 優秀作品賞」受賞
- 『COMPLETE WOMAN』（2019年、Yahoo）[179][211][212]。西アフリカのシエラレオネの少女の「女性器切除（FGM）」の実情を追った2つのエピソードからなるドキュメンタリー映像[23][213]。取材・撮影から編集まで、伊藤がほぼ1人で行い、Yahoo! JAPAN クリエイターズプログラムの「ドキュメンタリー年間最優秀賞（2019年）」を受賞した[179]。
- 『YesはYes NoはNo』（2020年、YouTube）、制作・ナレーション[94]。「性的同意」についてのアニメーション[94][214]。
- 『娘の顔が見えない』（2020年、Yahoo）[206][215]
- 音のない世界を知る10分『You are Art』（2021年、Yahoo）[216][217]、暗闇の中から光を見つける10分『SunCatchers』（Yahoo）[218]
- 『瓦礫の中で14歳の僕が見つけたもの』（2023年、Yahoo）[219]
- 『ハートネットTV』「ルーツをめぐる旅の先に　SNS上のヘイトを問う」（2023年6月26日、NHK Eテレ）[220]。伊藤が取材した安田菜津紀のルーツを巡る旅を追った番組[6][221]。伊藤は、安田が本格的に父や祖父母のルーツをたずねる旅を始めた当初から側にいて、カメラに記録してきた[6][221][222]。
- 『ブラック・ボックス・ダイアリーズ』（Black Box Diaries）（2023年、監督）[16][223]。自身の性的暴行の調査に監督自らが乗り出していく姿を記録した初の長編ドキュメンタリー映画で[16][223][224]、2015年の事件後から記録を始め、スマホなどで400時間分の映像を記録に残した[184][225]。『新聞記者』などを手掛けたスターサンズを中心に、日英米3カ国が合作した[223]。

## メディア出演

### 海外
- 『伊藤詩織はレイプで日本の沈黙を破った： - 結果は残酷だった』（2018年2月16日、テレビトーク番組『スカヴラン（スウェーデン語版、ノルウェー語版）』スウェーデン・テレビ、ノルウェー放送協会）[71][226]
- 『Japan's Secret Shame （日本の秘められた恥[227]）』（2018年6月28日、テレビドキュメンタリー番組  、制作・True Vision、BBC Two、英国放送協会（BBC））[61][50]
- カルバンクラインによる国際女性デーのキャンペーン映像『MY STATEMENT（マイ・ステートメント）』（2019年3月）[228][229]。カルバン・クラインは伊藤を「映像作家（ジャーナリスト）／サイレンスブレーカー（沈黙を破った人）」と呼び、「小さな声を世界中に届けることに挑んでいる」と紹介した[228][229]。

### 日本
- 『荻上チキ・Session-22』「伊藤詩織さんのインタビューから考える～性暴力被害と司法やメディアの問題とは』（2017年6月7日、TBSラジオ）[230]
- 『Jam the WORLD』「UP CLOSE - 手記『Black Box』の内容について」（2017年10月23日、J-WAVE）[231]
- 『荻上チキ・Session-22』「世界で最も寿命が短い国の1つ『シエラレオネ』〜ジャーナリスト伊藤詩織さんの現地取材報告』（2018年6月22日、TBSラジオ）[40]。シエラレオネの女性器切除について取材した内容を報告した[40]。
- 『i-新聞記者ドキュメント-』（2019年、『森達也監督によるドキュメンタリー映画）[232]
- 『TOKYO SLOW NEWS』（2020年3月30日 - 2021年3月31日、TOKYO FM、木曜第1週・第5週出演）[233]
- 『バリバラ』「バリバラ桜を見る会第1部」、（2020年4月23日、NHK Eテレ）[234][235]。4月26日の再放送は別の回のアンコール放送に差し替えられ、インターネット上を中心に「圧力が掛かったのでは」などの意見が挙がった[234][236][237]。
- 『バリバラ』「バリバラ桜を見る会第2部」（2020年4月30日、NHK Eテレ）[238]
- 『三宅民夫のマイあさ!』「真剣勝負！ジャーナリスト　伊藤詩織さん」（2020年12月29日、NHKラジオ第1）[239]
- 『このドキュメンタリーがヤバい!2020』「各界のキュレーターたちが『ヤバい』くらいに印象に残った今年のドキュメンタリーをおすすめする！」（2020年12月29日、NHK）[240]
- 『目撃!にっぽん』「声をあげて、そして」（2022年2月13日、NHK）[241]
- 『Dialogue for People』「伊藤詩織さん【現地取材報告】ウクライナ～破壊の爪痕が残る街～」（2022年5月25日、YouTube）[242]
- 『荻上チキ・Session』「ロシア軍、近くウクライナの重要拠点を制圧宣言か（ウクライナ難民の状況について、隣国スロバキアでの取材報告）」（2022年6月2日、TBSラジオ）[243]
- 『デモクラシータイムス』「伊藤詩織　裸で泳ぐ 【著者に訊く！】」（2023年2月21日、YouTube）[244]
- 『Dialogue for People』「伊藤詩織さん『ルーツの旅に伴走して』」（2023年5月3日、YouTube）[222]